# Tanystylum zuytdorpi
Tanystylum zuytdorpi is een zeespin uit de familie Ammotheidae. De soort behoort tot het geslacht Tanystylum. Tanystylum zuytdorpi werd in 2009 voor het eerst wetenschappelijk beschreven door Arango. 